# Wolfgang Neugebauer (Historiker, 1953)
Wolfgang Neugebauer (* 1. Mai 1953 in Berlin) ist ein deutscher Historiker.

## Leben
Wolfgang Neugebauer studierte Geschichtswissenschaft, Politikwissenschaft, Rechtswissenschaft und Volkswirtschaftslehre und schloss 1978 als Magister Artium ab. Er wurde 1983 bei Otto Büsch zum Dr. phil. promoviert und arbeitete anschließend bei der Historischen Kommission zu Berlin. 1991 habilitierte er sich an der FU Berlin. Im Jahr 2000 erhielt er einen Ruf auf den Lehrstuhl für Neuere Geschichte an der Universität Würzburg. Von 2010 bis 2018 war er Inhaber der Alfred-Freiherr-von-Oppenheim-Stiftungsprofessur für die Geschichte Preußens an der Humboldt-Universität zu Berlin. Neugebauer ist heute Prof. i. R., sein ehemaliger Lehrstuhl wurde aufgelöst.
Neugebauer ist ordentliches Mitglied der Berlin-Brandenburgischen Akademie der Wissenschaften und leitet dort das Zentrum „Preußen – Berlin“. Seit 2004 leitet er das dort angesiedelte Akademievorhaben Preußen als Kulturstaat. Neugebauer gibt gemeinsam mit Frank-Lothar Kroll die historische Fachzeitschrift Forschungen zur Brandenburgischen und Preußischen Geschichte, das Organ der Preußischen Historischen Kommission, heraus. Er ist Mitglied der Vereinigung für Verfassungsgeschichte, der Berlin-Brandenburgischen Akademie der Wissenschaften, der Baltischen Historischen Kommission, der Preußischen Historischen Kommission und der Historischen Kommission zu Berlin.
Wolfgang Neugebauer ist mit der Historikerin Monika Neugebauer-Wölk verheiratet.

## Schriften (Auswahl)
- Absolutistischer Staat und Schulwirklichkeit in Brandenburg-Preußen. de Gruyter, Berlin / New York  1985 (zugleich: Diss., FU Berlin, 1983).
- Politischer Wandel im Osten. Ost- und Westpreußen von den alten Ständen zum Konstitutionalismus. Steiner, Stuttgart 1992 (zugleich: Habil.-Schrift, FU Berlin, 1991).
- Das preußische Kabinett in Potsdam. Eine verfassungsgeschichtliche Studie zur fürstlichen Zentralsphäre in der Zeit des Absolutismus. In: Jahrbuch für brandenburgische Landesgeschichte 44, 1993, S. 69–115.
- Die Hohenzollern. Kohlhammer, Stuttgart 1996–2003.
  - Bd. 1: Anfänge, Landesstaat und monarchische Autokratie bis 1740. 1996.
  - Bd. 2: Dynastie im säkularen Wandel, 2003.
- Gustav Schmoller, Otto Hintze und die Arbeit an den Acta Borussica. In: Jahrbuch für brandenburgische Landesgeschichte 48, 1997, S. 152–202.
- Residenz – Verwaltung – Repräsentation. Das Berliner Schloß und seine historischen Funktionen vom 15. bis 20. Jahrhundert. Verlag für Berlin-Brandenburg, Potsdam 1999.
- Zentralprovinz im Absolutismus. Brandenburg im 17. und 18. Jahrhundert. Berlin-Verlag Spitz, Berlin 2001.
- Geschichte Preußens. Hildesheim u. a. 2004 (Tb.-Ausgabe, Piper, München/Zürich 2006).
- Preußen in der Historiographie. Epochen und Forschungsprobleme der Preußischen Geschichte. In: Handbuch der Preußischen Geschichte. Bd. 1, Berlin/New York 2009, S. 3–109.
- Brandenburg-Preußen in der Frühen Neuzeit. Politik und Staatsbildung im 17. und 18. Jahrhundert. In: Handbuch der Preußischen Geschichte. Bd. 1, Berlin/New York 2009, S. 113–408.
- Friedrich als Risiko? Friedrich der Große in der Sicht von Untertanen und Geschichtsschreibern. In: Jahrbuch für die Geschichte Mittel- und Ostdeutschlands, 56, 2010.
- Wozu preußische Geschichte im 21. Jahrhundert? (= Lectiones Inaugurales, Band 2). Duncker & Humblot, Berlin 2012, ISBN 978-3-428-13874-6 (mit einem Verzeichnis seiner wissenschaftlichen Veröffentlichungen).
- Otto Hintze. Denkräume und Sozialwelten eines Historikers in der Globalisierung 1861–1940. Schöningh, Paderborn 2015.
- Preußische Geschichte als gesellschaftliche Veranstaltung. Historiographie vom Mittelalter bis zum Jahr 2000. Schöningh, Paderborn 2018, ISBN 978-3-506-78917-4.
- Der Historiker im Kampf um die Freiheit. Die preußischen Staatshistoriographen, Leopold (von) Ranke und sein Werk über Hardenberg (= Neue Aspekte der Ranke-Forschung, Bd. 2). Vergangenheitsverlag, Berlin 2023, ISBN 978-3-86408-300-6.

Herausgeberschaften
- Schule und Absolutismus in Preußen. Akten zum preußischen Elementarschulwesen bis 1806. Berlin/New York 1992 (= Veröffentlichungen der Historischen Kommission zu Berlin, Band 83).
- Handbuch der Preußischen Geschichte. Bd. 3, de Gruyter, Berlin/New York 2001.
- Das Thema „Preußen“ in Wissenschaft und Wissenschaftspolitik des 19. und 20. Jahrhunderts. Duncker & Humblot, Berlin 2006.
- Handbuch der Preußischen Geschichte. Bd. 1, de Gruyter, Berlin/New York 2009, Auszüge.
- Kulturstaat und Bürgergesellschaft. Preußen, Deutschland und Europa im 19. und frühen 20. Jahrhundert. Akademie-Verlag, Berlin 2010.
- Oppenheim-Vorlesungen zur Geschichte Preußens an der Humboldt-Universität zu Berlin und der Berlin-Brandenburgischen Akademie der Wissenschaften. Duncker & Humblot, Berlin 2014, ISBN 978-3-428-14361-0.
- (mit Bärbel Holtz, Monika Wienfort): Der preußische Hof und die Monarchien in Europa. Akteure, Modelle, Wahrnehmungen (1786–1918). Schöningh, Paderborn 2023, ISBN 978-3-506-79141-2.
- (mit Hans Joas): Otto Hintze. Werk und Wirkung in den historischen Sozialwissenschaften (= Studien zur europäischen Rechtsgeschichte, Band 346). Klostermann, Frankfurt/M. 2024, ISBN 978-3-465-04623-3.